# Wuming
Wuming (chiń. 武鸣县; pinyin: Wǔmíng Xiàn) – powiat w południowych Chinach, w regionie autonomicznym Kuangsi, w prefekturze miejskiej Nanning. W 1999 roku liczył 642 739 mieszkańców. Dialekt tego obszaru uważany jest za standardową odmianę języka zhuang.